# Île Brannec
Brannec est une petite île du golfe du Morbihan, faisant partie de la commune de Sarzeau. Elle est située au Sud-Est de l'île aux Moines.

## Toponymie
Enez Braneg, en breton, l'île aux corbeaux, sous-entendu, habitée de corbeaux.